# Зларин (Шибеник)
Зларин (хорв. Zlarin) — населений пункт у Хорватії, у Шибеницько-Книнській жупанії у складі міста Шибеник.

## Населення
Населення за даними перепису 2011 року становило 284 осіб.
Динаміка чисельності населення поселення:

## Клімат
Середня річна температура становить 15,66 °C, середня максимальна – 26,95 °C, а середня мінімальна – 4,49 °C. Середня річна кількість опадів – 693 мм.
| Клімат поселення                              | Клімат поселення | Клімат поселення | Клімат поселення | Клімат поселення | Клімат поселення | Клімат поселення | Клімат поселення | Клімат поселення | Клімат поселення | Клімат поселення | Клімат поселення | Клімат поселення | Клімат поселення |
| Показник                                      | Січ.             | Лют.             | Бер.             | Квіт.            | Трав.            | Черв.            | Лип.             | Серп.            | Вер.             | Жовт.            | Лист.            | Груд.            |                  |
| Середній максимум, °C                         | 12,72            | 12,35            | 13,73            | 16,88            | 21,68            | 25,68            | 26,95            | 26,65            | 23,08            | 19,87            | 15,56            | 12,88            |                  |
| Середня температура, °C                       | 8,80             | 8,43             | 9,81             | 12,95            | 17,76            | 21,75            | 24,16            | 23,88            | 20,29            | 17,09            | 12,81            | 10,14            |                  |
| Середній мінімум, °C                          | 4,85             | 4,49             | 5,87             | 9,02             | 13,83            | 17,82            | 21,42            | 21,12            | 17,53            | 14,36            | 10,05            | 7,38             |                  |
| Норма опадів, мм                              | 64               | 55               | 60               | 61               | 46               | 46               | 23               | 39               | 68               | 74               | 85               | 72               |                  |
| Середньомісячна швидкість вітру, м/с          | 3.16             | 3.28             | 3.42             | 3.22             | 2.82             | 2.58             | 2.61             | 2.50             | 2.76             | 2.92             | 3.53             | 3.43             |                  |
| Середньомісячна сонячна радіація, кДж/м²·день | 5385             | 8150             | 11922            | 16723            | 20873            | 23403            | 25047            | 21839            | 16211            | 10449            | 5840             | 4585             |                  |
| --------------------------------------------- | ---------------- | ---------------- | ---------------- | ---------------- | ---------------- | ---------------- | ---------------- | ---------------- | ---------------- | ---------------- | ---------------- | ---------------- | ---------------- |
| Джерело:                                      |                  |                  |                  |                  |                  |                  |                  |                  |                  |                  |                  |                  |                  |